# Anna Lisa Baroni
Anna Lisa Baroni é uma política italiana. Ela foi eleita deputada ao Parlamento da Itália nas eleições legislativas italianas de 2018 para a Legislatura XVIII.

## Carreira
Baroni nasceu em 20 de outubro de 1959, em Mântua.
Ela foi eleita para o Parlamento Italiano nas eleições legislativas italianas de 2018, para representar o distrito da Lombardia pelo Forza Italia.